# Salsa de chicatanas
La salsa de hormigas chicatanas es una salsa picante mexicana de origen mixteco, compuesta principalmente de hormigas chicatanas (Atta mexicana) y algún chile seco como el costeño o de árbol. También suele llevar ajo, cebolla, jitomate, sal y aceite, y tradicionalmente se muele en un metate o molcajete.
Se sirve para acompañar tamales, tacos, mole o para bañar carnes. Es popular disfrutarla en una tortilla con queso costeño. Se considera un manjar en las gastronomías chiapaneca, oaxaqueña, poblana y veracruzana.

## Preparación
Recién recolectadas, las hormigas se ahogan en agua para que mueran, y se tateman en el comal hasta que se doren. Cuando se endurecen, se les quitan las alas debido a que las alas no se muelen bien. En el mismo comal se asan el chile, el ajo y la cebolla. Algunas recetas no asan el ajo y la cebolla, y los usan crudos.
Finalmente, se martaja todo en un molcajete o metate, o en su defecto, una licuadora, aunque antes, se deben rehidratar los chiles en un recipiente con agua por unos minutos, o de otro modo sería muy difícil martajarlos. Las semillas del chile se dejan o se retiran según el gusto del comensal, si lo desea picante o no. Una vez machacado, se corrige de sal y se sirve.

## Descripción
Se trata de una salsa que forma parte de la tradición culinaria indígena de México, esto quiere decir, no solamente que probablemente tenga un origen prehispánico, sino que además, mantiene los antiguos procesos tradicionales de: recolección de la hormiga chicatana durante el inicio de la temporada de lluvias (mayo-julio), uso de utensilios tradicionales como el comal de barro o el metate, y producción a escala local, principalmente para el autoconsumo (rara vez se encuentra a la venta en los comercios). En el Códice Florentino (1585) se habla de las tzicatanas como alimento común.

## Galería

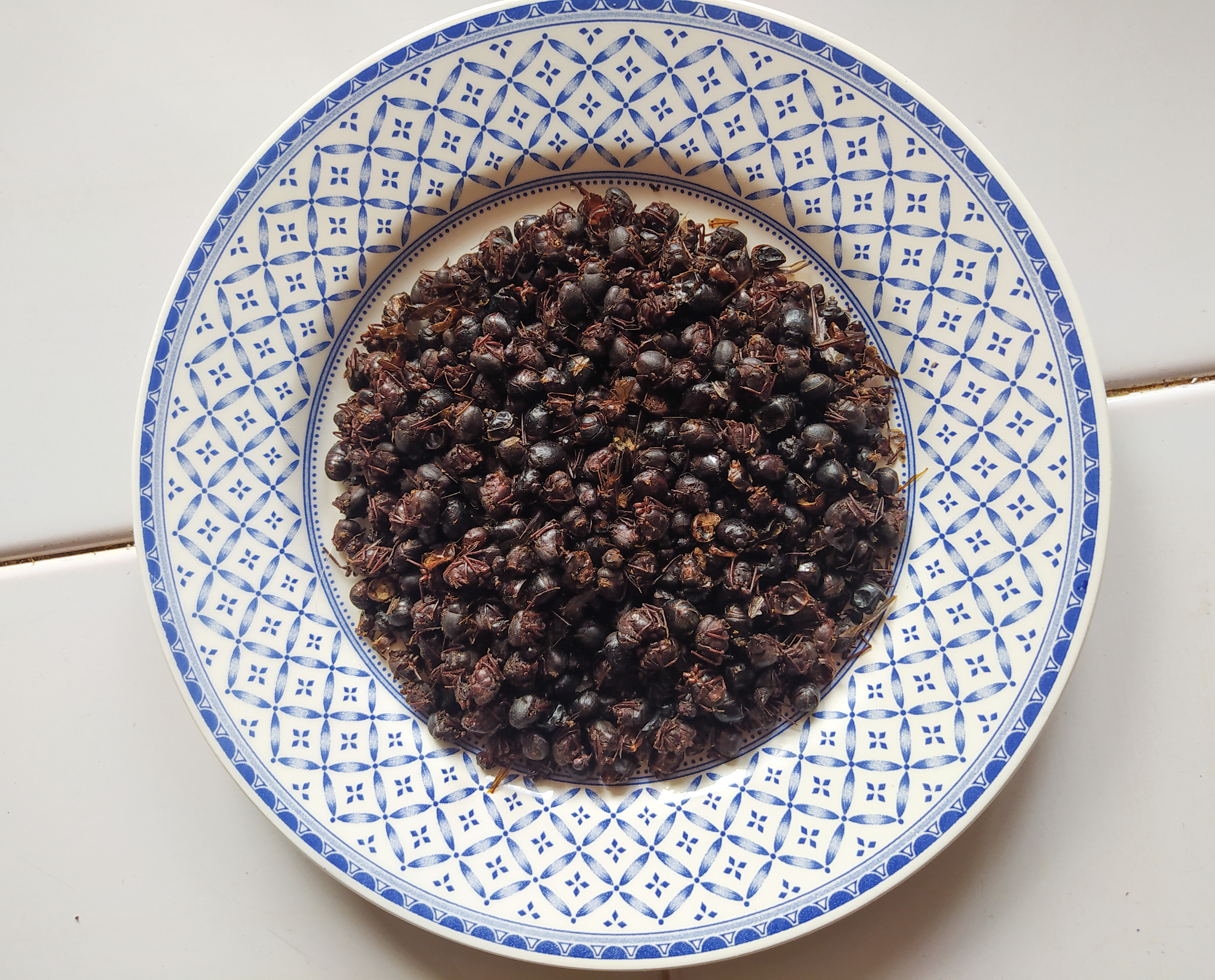
Chicatanas, ya tatemadas
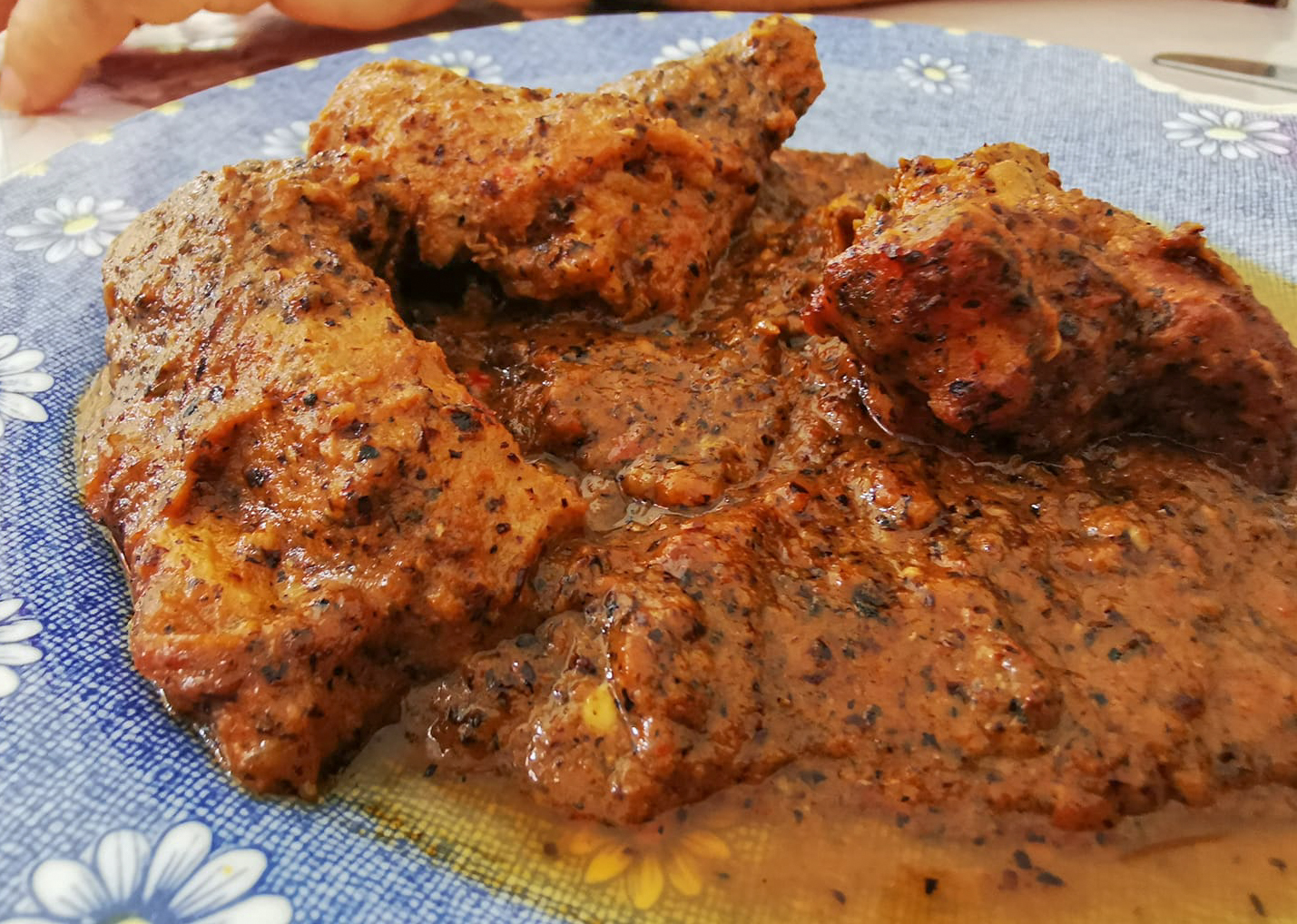
Pollo con salsa de chicatanas
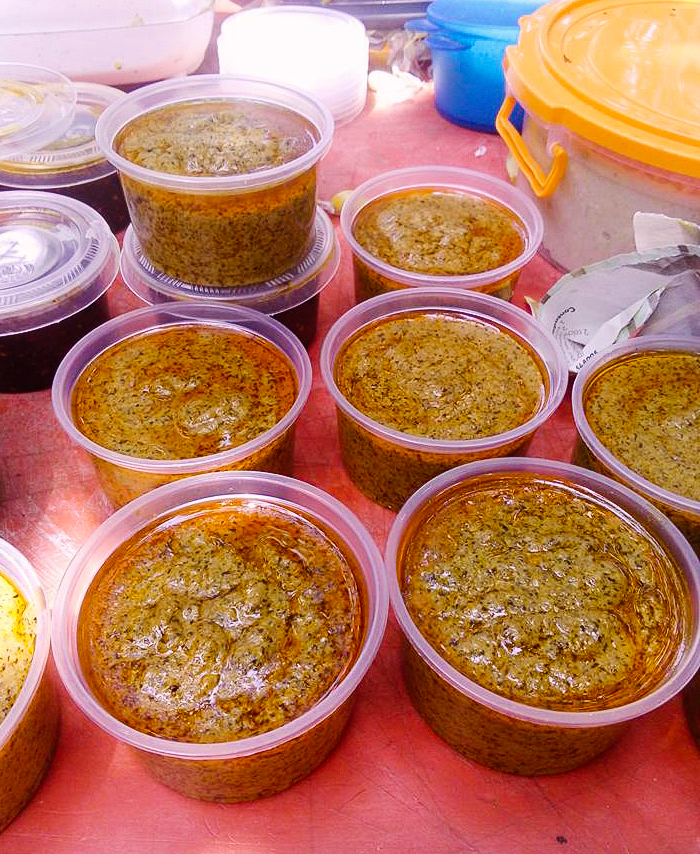
Salsa de hormigas chicatanas a la venta en un puesto de calle.

## Enlaces
- Wikimedia Commons alberga una categoría multimedia sobre Salsa de chicatanas.

- Datos: Q96001426
- Multimedia: Ants hot sauce / Q96001426